# Affrettando
Affrettando is een Italiaanse muziekterm met betrekking tot het tempo waarin een stuk of passage uitgevoerd dient te worden. Men kan de term vertalen als verhaastend. Dit betekent dus dat, als deze aanwijzing wordt gegeven, men "gehaaster" zal moeten spelen. Dit gebeurt vooral door het tempo te verhogen. De term is verwant aan de term accelerando, dat zoveel betekent als sneller worden, maar onderscheidt zich doordat hier niet de nadruk dient te liggen op een geleidelijke versnelling van het tempo, maar een gehaast sneller worden. 